# Rouwmantel
De rouwmantel of koningsmantel (Nymphalis antiopa) is een vlinder uit de familie Nymphalidae (vossen, parelmoervlinders en weerschijnvlinders).

## Kenmerken
Vleugellengte varieert tussen de 30 en 35 millimeter. Bij het mannetje is de rand van de vleugel heldergeel en bij het vrouwtje lichtgeel. De naam van de rouwmantel is ontleend aan het uiterlijk van de imago. Het is alsof de vlinder uit rouw een zwarte mantel over gele vleugels draagt. Naast de gele rand bevinden zich over de gehele breedte een rij blauwe vlekken. De voorvleugelrand bevat lichte vlekken.

## Verspreiding en leefgebied
De rouwmantel kent een Palearctische en Nearctische verspreiding, waar hij leeft in graslanden. De vlinder komt in Europa vrij algemeen voor, en verschijnt als dwaalgast in Nederland en België (in 2006 vond een behoorlijke influx van rouwmantels plaats). In Nederland was de rouwmantel een standvlinder tot 1964. De rouwmantel heeft gemengde en naaldbossen als leefgebied.
De vliegtijd is van maart tot en met september.

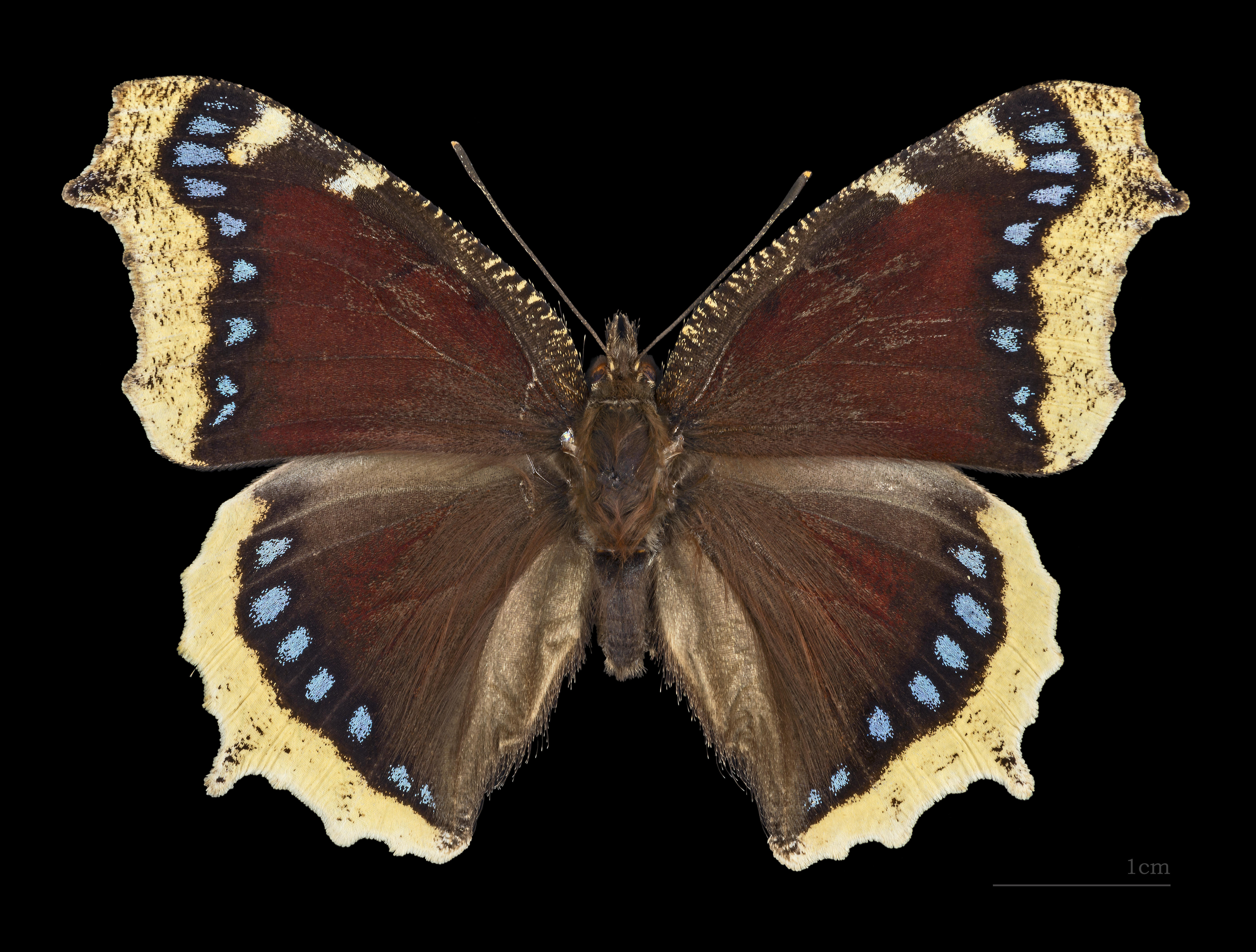
♂
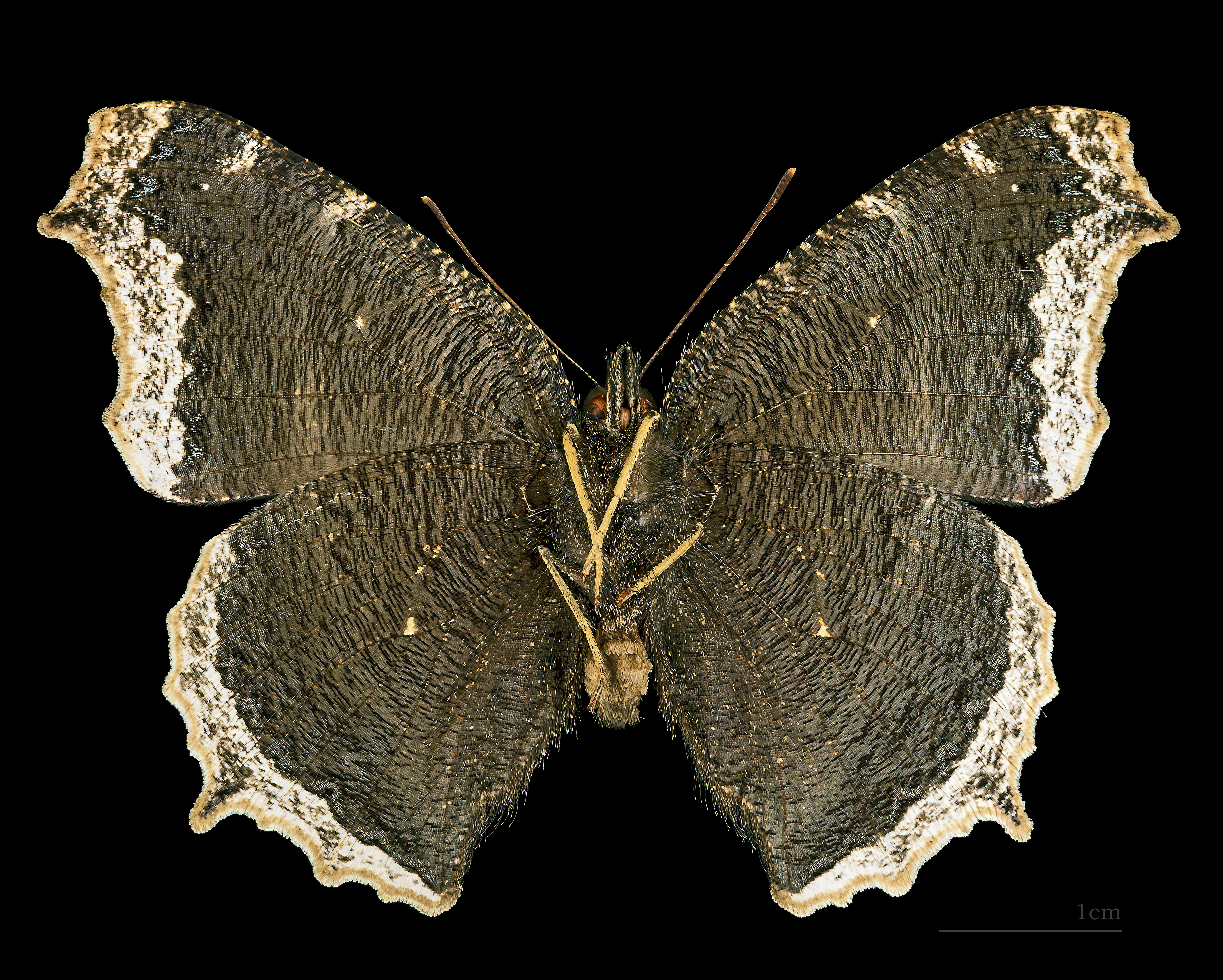
♂ △
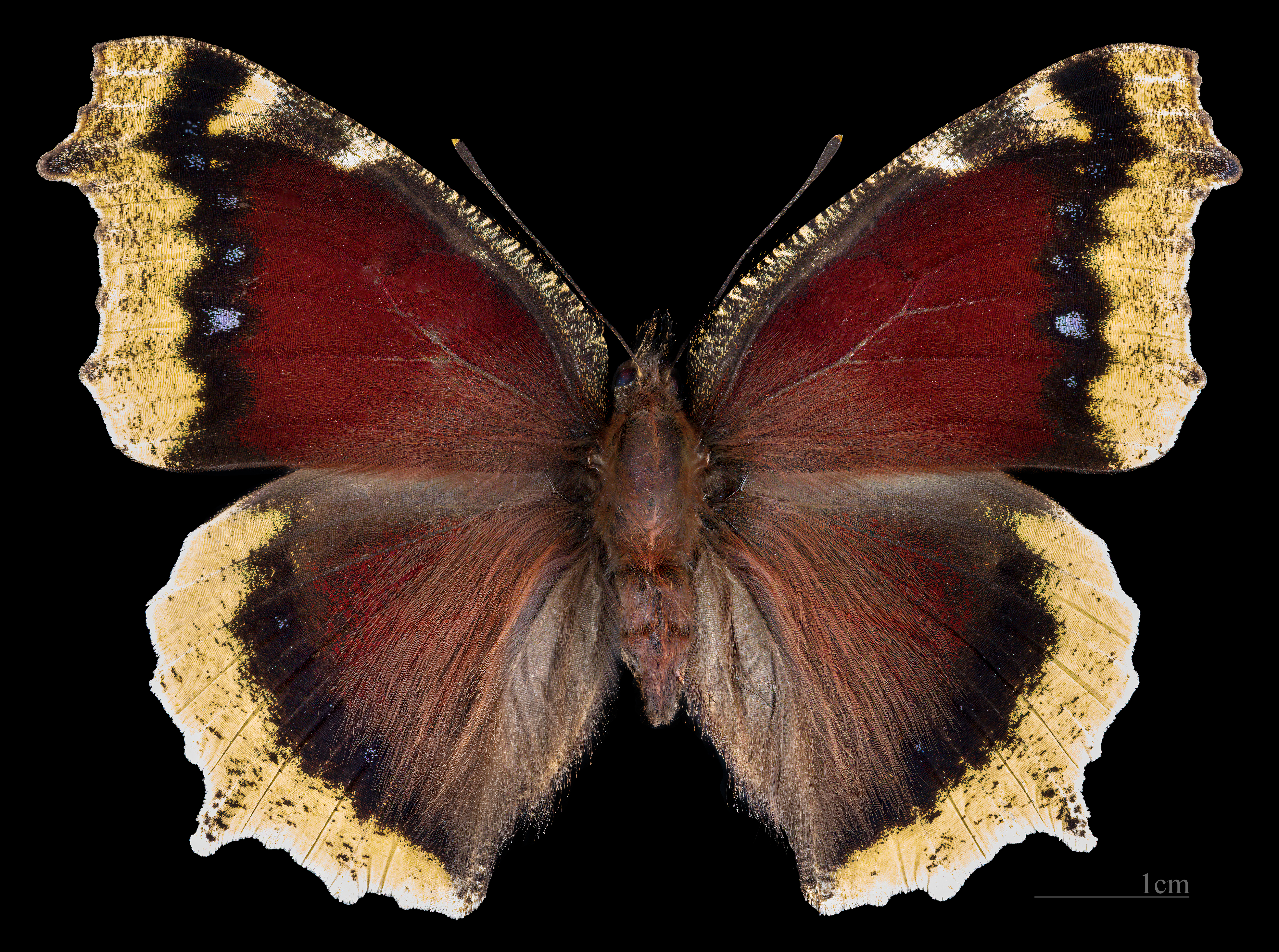
Afwijkende vorm Ex larva  ♂

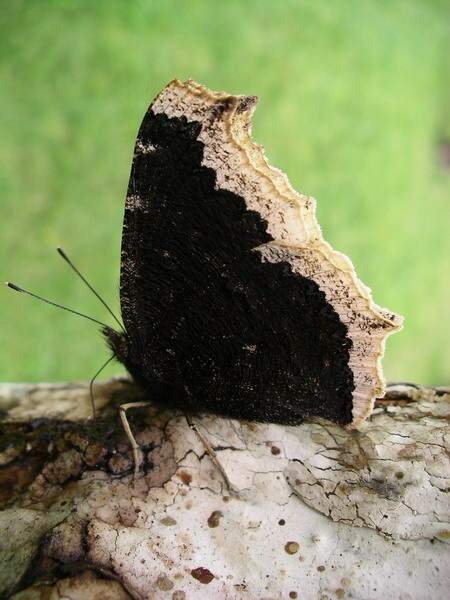
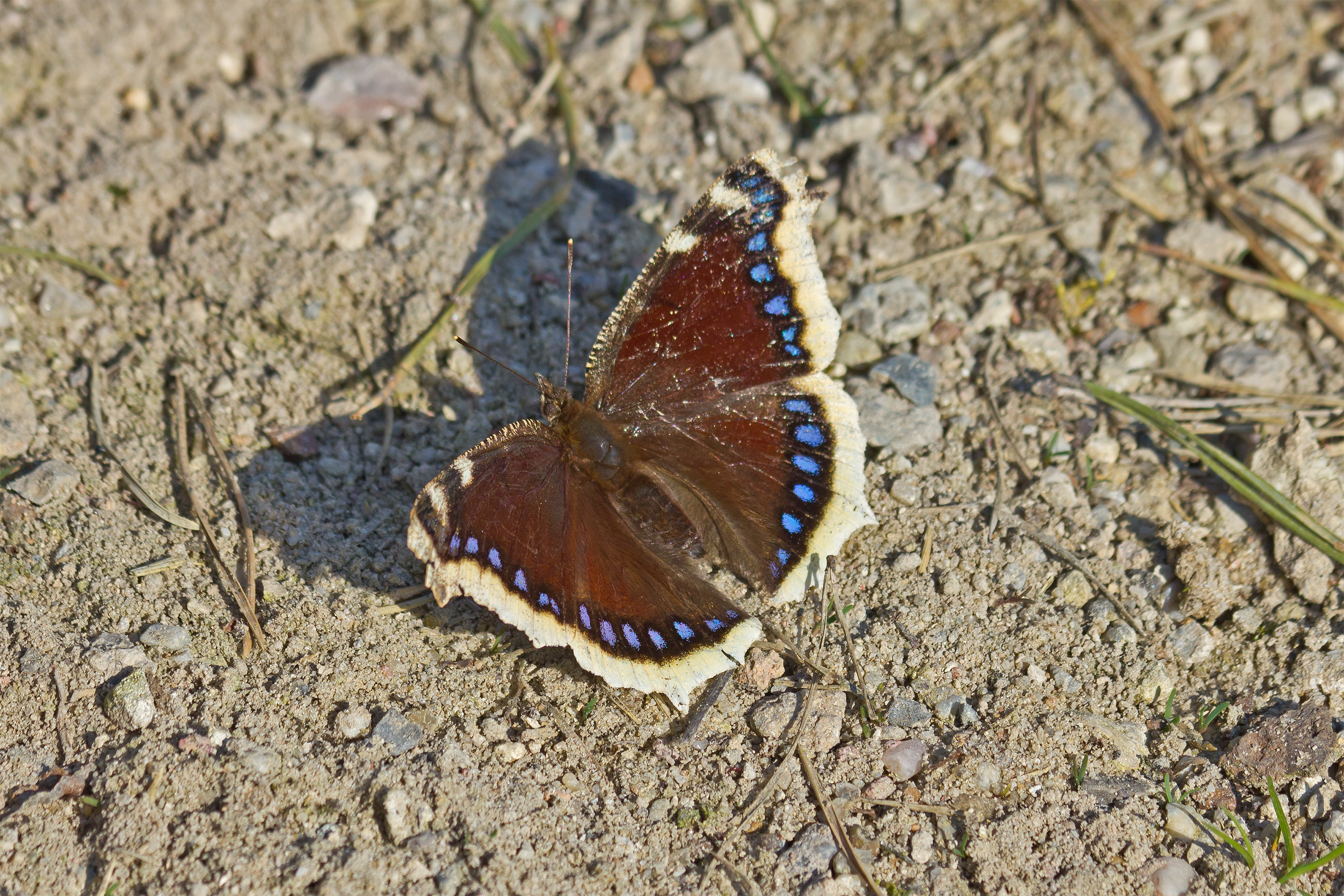
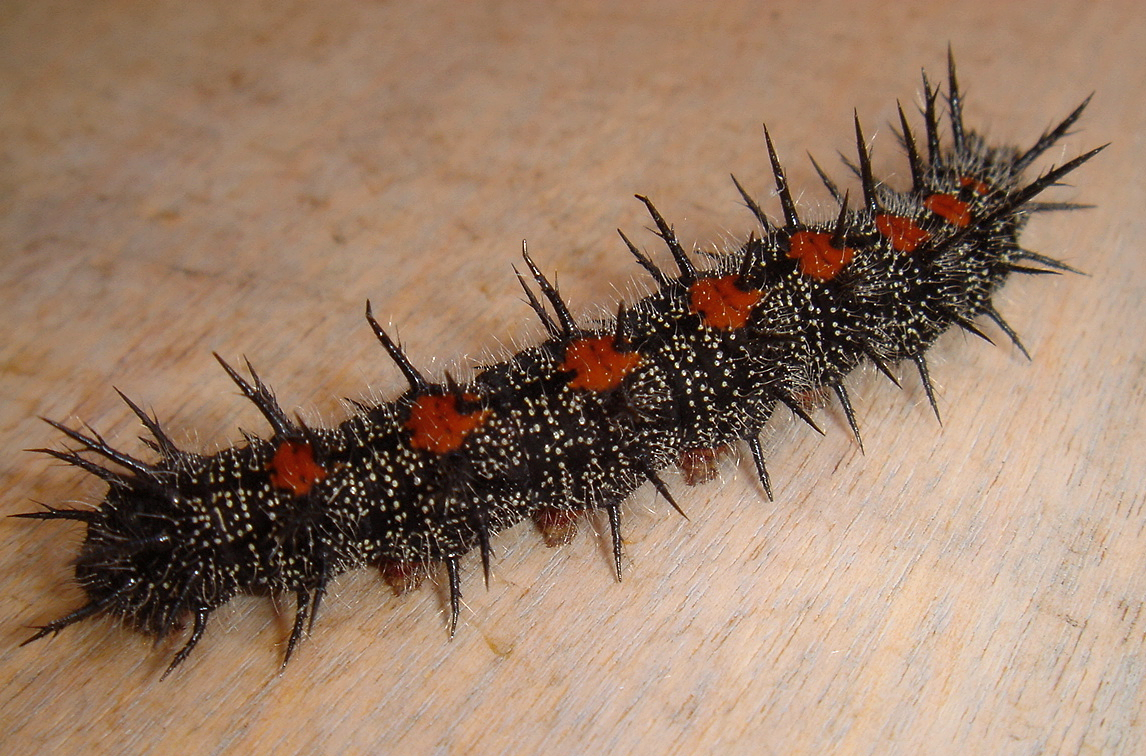

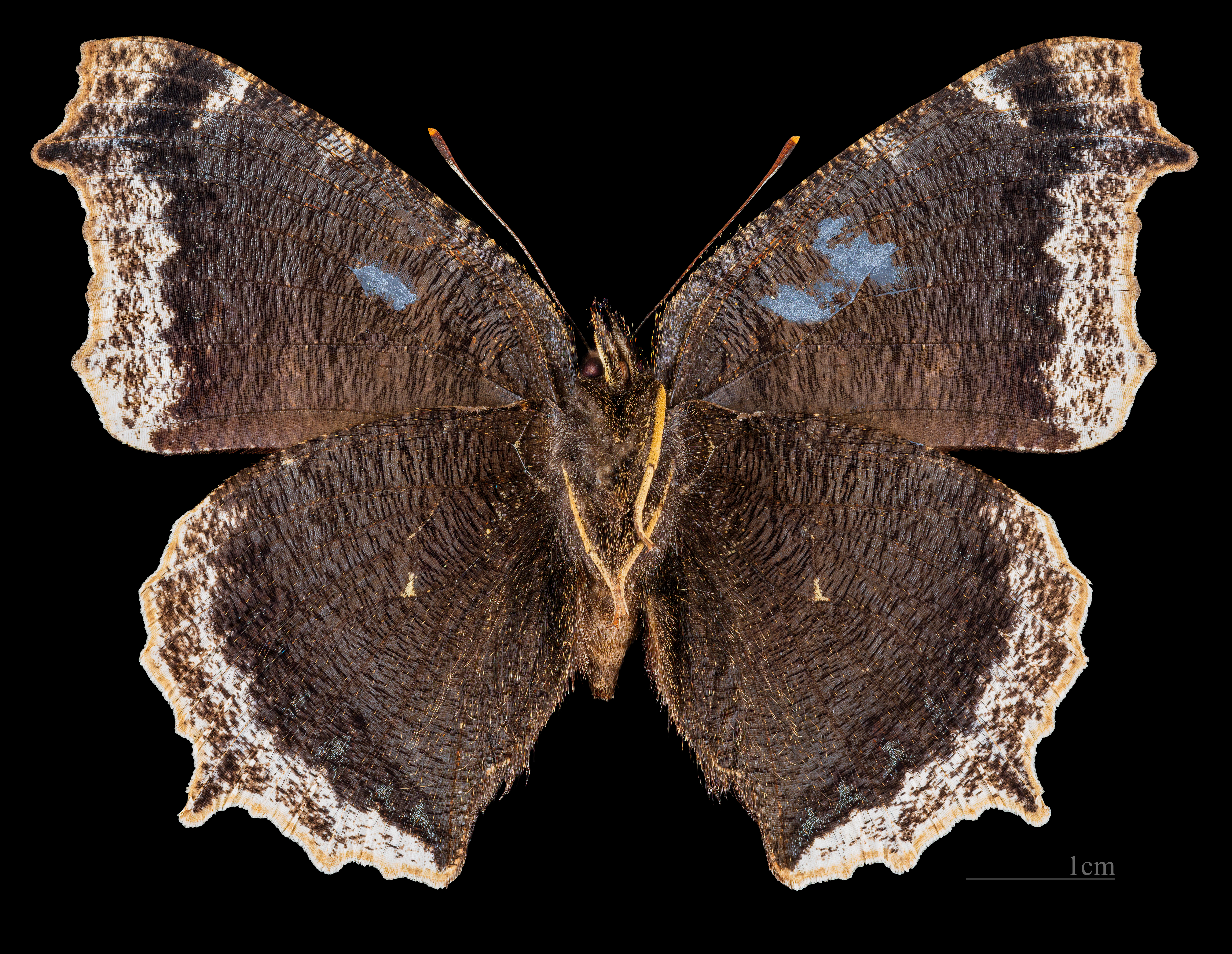
Afwijkende vorm Ex larva  ♂  △